# Лю Чжунцин
Лю Чжунци́н (кит. упр. 刘忠庆, пиньинь Liú Zhōngqìng, род. 10 ноября 1985) — китайский фристайлист, бронзовый призёр зимних Олимпийских игр 2010 года.
В 2006 году на Играх в Турине занял в акробатике 18-е место, а спустя 4 года в Ванкувере выиграл бронзу.